# Oleg Sierow
Oleg Sierow, ros. Олег Серов (ur. 19 lipca 1963, zm. 5 marca 1986 w Krasnojarsku) – radziecki skoczek narciarski. Najlepsze wyniki w Pucharze Świata osiągnął w sezonie 1980/1981, kiedy zajął 70. miejsce w klasyfikacji generalnej.
Zginął w wyniku upadku na skoczni.

## Puchar Świata w skokach narciarskich

### Miejsca w klasyfikacji generalnej
- sezon 1980/1981: 70
- sezon 1983/1984: -